# Adenostyles alpina
Adenostyles alpina là một loài thực vật có hoa trong họ Cúc. Loài này được (L.) Bluff & Fingerh. mô tả khoa học đầu tiên năm 1825.